# Machinga
Machinga ist eine Kleinstadt mit 1300 Einwohnern (Schätzung 2006) in Malawi am nördlichen Fuße des Shire-Hochlandes und Hauptstadt des gleichnamigen Distriktes mit einer Fläche von 3771 km² und 369.614 Einwohnern. Der Distrikt reicht von der Stadt nach Osten bis zur mosambikanischen Grenze bei Nayuchi. In der Nähe der Stadt befinden sich warme Thermalquellen mit einem Kurhaus. Wegen der steilen Hänge zum Zombaplateau, deren Unzugänglichkeit Tieren reichlich Zuflucht bietet, ist der Wildbestand hier hoch.